# Capitol Hill (Denver)
Pour les articles homonymes, voir Capitol Hill.
Capitol Hill est un district historique de la ville de Denver. Pendant le boum en argent du Colorado de la fin du XIXe siècle, il était le district préféré des millionaires de Denver, qui y élevèrent des hôtels particuliers somptueux.
Aujourd'hui, le district est le siège du Capitole de l'État du Colorado et de plusieurs immeubles judiciaires et administratifs de l'État.

## Description
Le district se compose d'une parcelle de terrain carrée, bordée au nord par Colfax Avenue, à l'est par Downing Street, au sud par 7th Avenue, et à l'ouest par Broadway. Le district contient de plusieurs parcs publiques, y compris le Civic Center à l'ouest et Governor's Park au sud. En plus de la capitole, il y a dans le district de plusieurs bureaux et immeubles gouvernementaux, y compris la Cour Suprême du Colorado, la Commission d'Essence et de Gaz du Colorado, le departement de travail et d'emploi et celui des revenus du Colorado.
Selon le Census de 2010, Capitol Hill était le district le plus densément peuplé du Colorado, comprennant les trois étendues de Census les plus peuplés à Denver. Il abrita 15 500 d'habitants en 2010.

## Histoire
En 1867, le gouverneur du Territoire du Colorado, Alexander Hunt, forme une commission pour construire une capitole à Denver après que la ville en fut nommée la capitale en 1867. Il fait appel aux habitants pour qu'ils donnent du terrain pour y construire le nouveau capitole. La commission choisit une parcelle de terrain sur une colline donnée par Henry Brown, connue comme Brown's Bluff. À l'époque la ville de Denver n'avait pas encore atteint les environs de Brown's Bluff, et certains se moquent du choix de la commission. Mais en quelques années la ville se développe et Capitol Hill devient le district préféré des riches pendant les années 1880 et 1890. L'un des premiers à déménager au nouveau district est le financier Charles Kountze, qui se fait élever une maison magnifique au carrefour des rues 16e et Grant en 1882. Ce n'est qu'en 1886 que la construction de la capitole commence.
Au commencement du XXe siècle, les millionnaires de Denver déménagent plus loin de la ville et Capitol Hill perd son exclusivité. Beaucoup des maisons victoriennes sont ou converties en immeubles et en immeubles de bureaux, ou démolies pour bâtir à leur place des parcs de stationnement. Beaucoup ont été démolies pendant les années 1950 et 1960, lors du mouvement de « rénovation urbaine ». Un mouvement de préservation naît pendant les années 1970 qui en sauve d'autres d'une pareille destruction.
Après la fin de la Seconde Guerre mondiale, le district attirait des écrivains comme Allen Ginsberg et Jack Kerouac.

## Habitants célèbres

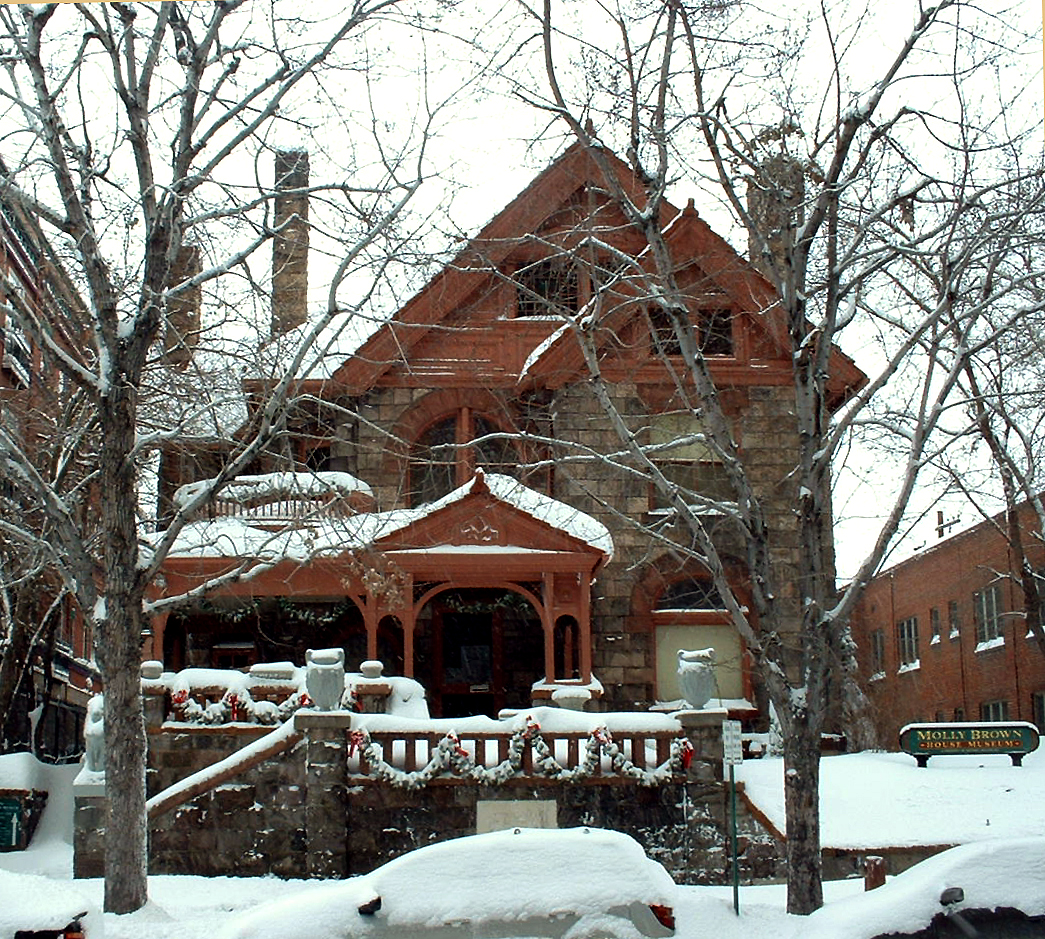
Molly Brown House.

- La Première dame des États-Unis , Mamie Eisenhower, grandit à Capitol Hill dans une maison sur la rue Lafayette.
- La millionaire et philanthropiste Margaret Brown, connue comme « L'insubmersible Molly Brown », habitait une maison sur la rue Pennsylvanie dès 1894. Elle devint célèbre par son héroisme pendant le Naufrage du Titanic en Avril, 1912 et sa maison est préservée comme musée.
- Madame Louise Crawford Hill, la cheffe du haut monde de Denver de la fin du XIXe siècle jusqu'en 1942, occupait un hôtel particulier à côté de la rue Sherman. La maison était le centre du monde de Denver pendant cette époque-là.
- Le « Roi d'Argent » Horace Tabor et sa femme Baby Doe Tabor occupaient une maison au carrefour des rues Sherman et 12e dès 1886 jusqu'à leur ruine suivante le Panique de 1893[5].

## Sites importants

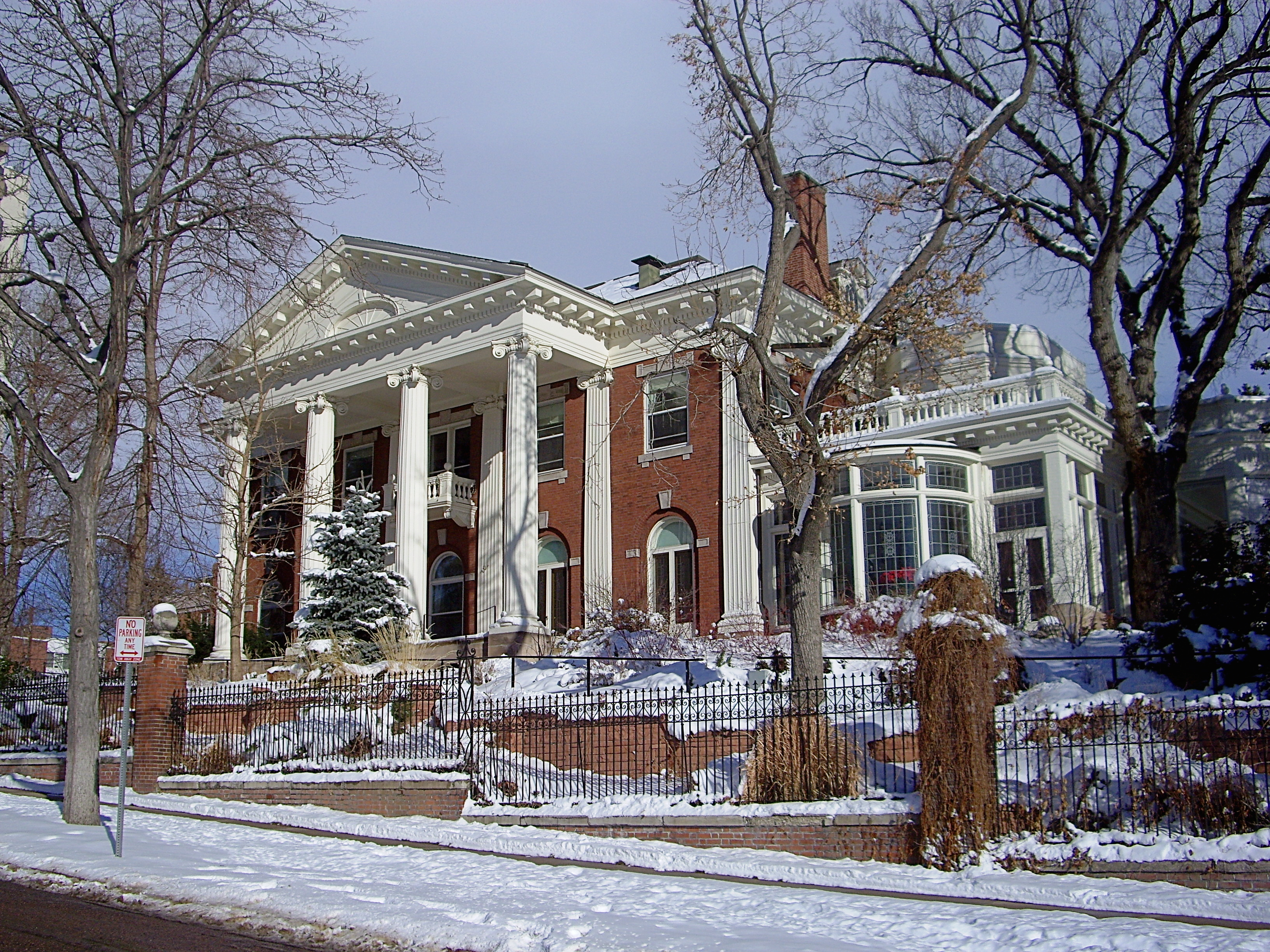
La maison du gouverneur du Colorado.

- La maison ancienne de Margaret Brown, connue comme la Molly Brown House Museum, se dresse sur Pennsylvania Street à Capitol Hill. Elle est un hôtel particulier de l'Époque victorienne restauré et dédié à Brown, qui est célèbre par son héroïsme pendant le naufrage du Titanic.

- La maison du gouverneur de l'État de Colorado, aussi connue comme le Cheesman-Boettcher Mansion, se dresse à 8th Street.

- History Colorado, le musée et centre cultural de l'État de Colorado se trouve sur Broadway.
- L'église épiscopale connue comme la cathédrale de Saint John dans le Désert se trouve au carrefour des rues 14e et Washington.